# Hockey sur glace junior
Le Hockey sur glace junior est un terme sportif utilisé pour décrire différents niveaux de compétition de hockey sur glace pour des joueurs dont l'âge varient généralement entre 16 et 20 ans. Certaines ligues juniors canadiennes sont reconnues à titres de professionnelles par des organisations telles que la NCAA car les joueurs reçoivent une rétribution. Toutefois, les gains pour les joueurs juniors sont toujours beaucoup plus faibles que ce qui peut être gagné dans la plupart des niveaux du hockey professionnel. La grande majorité des joueurs actuels de la LNH ont joué un certain niveau de hockey junior.

## Canada
Le hockey junior au Canada est divisé en plusieurs niveaux et les joueurs âgés de 16 à 20 ans au début de la saison sont éligibles pour y jouer. Hockey Canada édicte des règles visant à limiter le nombre de jeunes de 16 ans autorisés à jouer au hockey junior, la plupart préférant rester au niveau Midget.

### Junior-Majeur
Tier-I, ou hockey Junior-Majeur, est supervisé par la Ligue canadienne de hockey, qui agit en tant qu'organe directeur pour ses trois ligues qui le constituent :
- Ligue de hockey junior Maritimes Québec, opérant au Québec et les Provinces de l'Atlantique
- Ligue de hockey de l'Ontario, opérant en Ontario et au Michigan
- Ligue de hockey de l'Ouest, opérant dans l'Ouest canadien et le Nord-Ouest Pacifique

La LCH limite actuellement à trois joueurs âgé de 20 ans ou plus, par équipe, tandis que cinq jeunes de 16 ans sont autorisés. Auparavant les joueurs de quinze ans étaient autorisés à jouer un nombre limité de matchs par saison au niveau de la LCH, ils sont désormais autorisés à jouer uniquement s'ils sont jugées exceptionnels par la LCH. Les seuls joueurs qualifiés en vertu de cette règle jusqu'à présent sont Shane Wright, John Tavares, Connor McDavid et Joe Veleno. Les Équipes de la LCH sont également limitées à deux étrangers, bien que ce plafond devrait être réduit à un seul d'ici quelques saisons.
Les joueurs des équipes de la LCH sont considérés comme des professionnels par la NCAA : ainsi tout joueur qui joue à un jeu au niveau junior majeur perd son admissibilité à jouer pour les universités américaines. Ils conservent toutefois leur éligibilité pour les universités canadiennes et les trois ligues ont des programmes en place pour accorder des bourses pour tout joueur qui joue dans ces ligues, à condition qu'il ne devienne pas professionnel une fois leur carrière junior terminée.
Les champions de chaque ligue (ainsi qu'une équipe hôte) participent à un tournoi annuel pour remporter la Coupe Mémorial, Championnat national junior majeur du Canada.
Jusqu'en 1970, les ligues, qui sont aujourd'hui devenus junior majeur et junior A, étaient toutes deux connues comme Junior A. En 1970, elles ont été divisées en Tier I Junior A ou junior majeur A et Tier II junior A. En 1980, les trois ligues majeures Junior A ont choisi l'autonomie par rapport à l'Association canadienne de hockey amateur et sont devenues hockey junior majeur, et le Tier II A est devenu Junior A.

### Junior A
Le Junior A est un niveau en dessous de la LCH. Junior A a été mentionné comme Junior A Tier II dans les années 1970, jusqu'à ce qu'on appelait junior majeur A rompe avec leurs branches régionales en 1980 et devienne la Ligue canadienne de hockey et junior majeur, à cette époque, le terme de niveau II fut abandonné pour Junior A. Il est régi par la Ligue de hockey junior du Canada, qui supervise les dix ligues réparties au Canada. Ce niveau de hockey a été créé en 1970, lorsque le niveau junior majeur s'est séparé de l'Association canadienne de hockey amateur, même si l'affiliation a été ultérieurement modifiée[Quoi ?].
Les équipes juniors A sont considérées par des amateurs par la NCAA, ainsi les joueurs ayant l'intention d'aller à des universités américaines ont tendance à choisir cette voie plutôt que de jouer dans la LCH. Les équipes Junior A ont une notoriété beaucoup plus faibles que les équipes de la LCH, et jouent devant un public moindre.
Quelques ligues se définissent elles-mêmes comme junior A opèrent en dehors du contrôle de la CJHL et Hockey Canada. Actuellement[Quand ?], c'est le cas de la Greater Metro Junior A Hockey League en Ontario ou de la WHA Junior West Hockey League.

### Junior B, C, D
Le Junior B a été créé en 1933, pour différencier les équipes capables de disputer le Coupé Mémorial et les autres. Les principaux championnats à travers le Canada sont la Sutherland Cup dans le sud de l'Ontario, le trophée Carson dans le district d'Ottawa, la Coupe Chevrolet à Québec, la Coupe Don Johnson dans les provinces de l'Atlantique, et la Coupe Keystone qui représente l'ensemble de l'Ouest canadien, de la Colombie-Britannique au Nord-Ouest de l'Ontario.
Le Junior C est généralement un système régional, mais est considérée comme compétitive dans certaines régions, et sert d'équipe-réserve pour des équipes Junior B.
L'Ontario Junior C dispose de 6 tours de séries éliminatoires (jusqu'à 42 matchs au meilleur des sept matchs) pour la Coupe Clarence Schmalz qui a été décernée la première fois en 1938. Les « playdowns » sont jouées entre 6 des 7 différentes ligues régionales de la province.
Au Québec et à l'Ouest du Manitoba, le hockey junior C tend à être une extension du système local de hockey mineur et est parfois appelé ligue juvénile ou ligue maison.
En Ontario, au Manitoba et aux Maritimes, le Junior C est géré indépendamment des systèmes de hockey mineur, mais avec le même but essentiellement récréatif.
Le Junior D fut populaire dans les années 1960 et 1970 dans grands centres de population, mais disparu au début des années 1990. Au Québec, Junior D est maintenant connu comme Junior B et est géré par des associations de hockey mineur. La dernière grande ligue Junior D n'est même pas une ligue de D du tout. La Southern Ontario Junior Hockey League est le résultat de la fusion, dans les années 1980, des ligues juniors D du Nord, de l'Ouest et du Sud. À 16 équipes, la ligue se rebaptisa elle-même ligue junior de développement dans les années 1990, et SOJHL en 2006. Ces dernières années, la SOJHL a essayé de se proclamer ligue junior C.
Les Équipes au niveau inférieur ont tendance à fonctionner comme des extensions des systèmes locaux de hockey mineur. Bien que certains joueurs de la LNH proviennent des niveaux inférieurs de hockey junior, ils sont rares. Il n'y a pas d'organisme d'administration national à ces niveaux, seulement au niveau provincial.

## États-Unis
Comme au Canada, le hockey junior aux États-Unis est divisé en plusieurs niveaux. Actuellement[Quand ?], il y a neuf équipes américaines dans la Ligue canadienne de hockey, la plupart d'entre eux dans la WHL, où cinq équipes opèrent dans l'État de Washington et l'Oregon. En dehors de la LCH, les États-Unis ne disposent pas de hockey junior majeur.

### Tier 1 Junior A
La United States Hockey League (USHL) est actuellement la seule Tier 1 Junior A dans le pays, il est constitué d'équipes dans le Centre et le Midwest des États-Unis. La USHL fournit une alternative au hockey junior majeur pour les jeunes qui veulent jouer dans la NCAA. En jouant dans la USHL, toutes les dépenses des joueurs sont payés par l'équipe, pas d'adhésion ou de frais d'équipement. Contrairement aux équipes junior majeur toutefois, le repêchage pro est beaucoup moins fréquent et la subvention du collège universitaire n'existe pas (les équipes de la LCH payent aux joueurs 1 an de formation collégiale pour une année dans une équipe, généralement après leur départ).
Le Tier 1 Junior A dans les États-Unis est à peu près au même niveau que le junior A au Canada, bien que le niveau réel soient variable. Bien que les Championnats du monde juniors A 2006 et 2007 ont été remportées par le l'Ouest du Canada, qui a battu l'Est dans les deux finales, l'équipe américaine a bien paru les deux années et tous les membres de l'équipe venait de la USHL. 11 joueurs juniors A du Championnat ont été repêchés par la LNH en 2007, dont 2 au premier tour, mais tous venaient de Russie et de deux équipes canadiennes. La qualité de jeu dans la USHL s'est améliorée au niveau junior A au cours des 15 dernières années, avec environ 10 % des joueurs de la LNH étant passé par la USHL (à comparer aux 40 % qui ont joué en NCAA division I). 40 à 60 % des joueurs d'USHL continuent NCAA, car c'est la principale raison pour jouer au niveau Tier IA au lieu de junior majeur au Canada. Beaucoup considèrent le CIS canadien ou le NCAA américain au-dessus de ce niveau de jeu, mais sous les ligues Junior Majeur de la CHL. Le Tier I Junior A est généralement un système d'alimentation de la NCAA.

### Tier 2 Junior A
Actuellement[Quand ?], la North American Hockey League est la seule ligue Tier 2 Junior A aux États-Unis. La NAHL est principalement constitué d'équipes jouant dans les parties centrales et sud-ouest des États-Unis. La NAHL, comme la USHL, offre aux jeunes joueurs une alternative au hockey junior majeur, bien que le niveau soit nettement inférieur. En jouant dans la NAHL, toutes les dépenses du joueur sauf le gîte et le couvert sont pris en charge par l'équipe. Ceci est similaire à certaines équipes junior B au Canada, et généralement un système d'alimentation pour la NCAA division I ou III.

### Tier 3 Junior A
Les États-Unis ont actuellement six ligues de Tier 3 Junior A : la Atlantic Junior Hockey League, l'Eastern Junior Hockey League, la Central States Hockey League, la Minnesota Junior Hockey League, la Northern Pacific Hockey League et la Western States Hockey League. En plus de payer pour la pension, les joueurs du niveau 3 payent des frais allant généralement de 4 000 $ à 6 500 $. Ceci, pour tous et permet une ligue amateur où les joueurs ont une chance d'aller à une école Division I, mais plus probablement aller une école division III. Ce niveau était autrefois connu comme Junior B ou C avant le renommage Tier A I/II/III de 2006.

### Tier 3 Junior B
Aux États-Unis il y a quatre ligues qui ont la désignation Junior B. Ces ligues sont l'Empire Junior B Hockey League, la Metropolitan Junior Hockey League, la Great Lakes Junior Hockey League, et la Continental Hockey Association Premier Division.

### Tier 3 Junior C
2 ligues du niveau junior C, la Continental Hockey Association, et la Southeast Junior Hockey League.

### Ligues indépendantes
Il y a beaucoup d'autres ligues qui se proclament de niveau junior A, mais sont en fait indépendants, c'est-à-dire ne relevant pas de la structure junior assurée par USA Hockey. Exemple de ligues indépendantes, la Northern Junior Hockey League et la National Collegiate Development Conference (NCDC). Ces ligues sont comparables à des ligues Junior A, mais en raison de règlementations divergentes , le niveau réel du jeu est variable.

### Tier 2 Junior A
La NCDC (National Collegiate Development Conference) est une ligue de hockey junior A de niveau Tier II opérant au sein de la United States Premier Hockey League (USPHL). Elle représente le plus haut niveau de compétition junior dans cette organisation. Son objectif principal est d'offrir une voie de développement vers le hockey universitaire (NCAA) et professionnel (LNH), en mettant l'accent sur la formation et la progression des joueurs. La NCDC est une ligue sans frais de scolarité pour les joueurs, l'équipement est également fourni. La ligue est en fonction au Canada et aux États-Unis, elle a établi une collaboration avec la Tier 1 Hockey Federation (THF).

## Europe et International
En Europe, le terme junior définit plus une catégorie d'âge, les moins de 20 ans (ou U20 pour l'anglais Under 20).
Les équipes de jeunes ne sont pas indépendantes et sont généralement affiliées à un club professionnel. Les joueurs disputent des matchs et des championnats suivants leur catégories d'âge (exemple : la J20 SuperElit en Suède) mais peuvent également disputer des matchs en parallèle avec l'équipe première. Ainsi les jeunes peuvent découvrir le niveau pro et le club dispose de joueurs de remplacement en cas de blessure de son effectif principal.
Les niveaux d'âge sont calés sur ceux définis par la fédération internationale, ainsi en France, on a :
- Espoirs - moins de 22 ans
- Cadets - Moins de 18 ans
- Minimes - Moins de 15 ans
- Benjamins - Moins de 13 ans
- Poussins - Moins de 11 ans
- Moustiques - Moins de 9 ans

Jusqu'en 2019-2020, en Suisse, les catégories de jeu étaient désignées comme suit:
- Juniors - moins de 20 ans
- Novices - moins de 18 ans
- Minis - moins de 16 ans
- Moskitos - moins de 14 ans
- Piccolos - moins de 12 ans
- Bambinis - moins de 10 ans

L'IIHF organise ainsi 2 championnats du monde junior chez les hommes, le Championnat du monde junior (moins de 20 ans) et le Championnat du monde moins de 18 ans.
L'absence de procédure de repêchage en Europe signifie qu'il appartient à chaque équipe d'essayer de signer les meilleurs jeunes possibles, qui se développeront dans les équipes de jeunes affiliés, mais que, à la fin de leur formation, ces juniors pourront signer dans un autre club et pas forcément celui qui les a formé.
En Russie, les championnats de jeunes s'arrêtaient à l'âge de 18 ans avant la création de la Molodiojnaïa Hokkeïnaïa Liga en 2009, cette dernière étant une ligue de hockey junior majeur.